# Medytacja (katolicyzm)
Medytacja (rozważanie, rozmyślanie) w Kościele katolickim to szczególny rodzaj modlitwy, polegający na kierowaniu do Boga swoich myśli, zwracania się do Niego w ciszy.

## Sens
Tak o medytacji mówił jeden z jej znawców w Polsce, o. Jacek Bolewski:

Medytacja daje wyzwolenie, bo otwiera na prawdę. Jednak nie jest to ucieczka od rzeczywistości, przeciwnie: jej sens zmierza do pełnego przyjęcia tego, co nas otacza. Medytacja dąży do przemienienia człowieka, do tego, by zobaczył i usunął przeszkody tkwiące w jego wnętrzu, a wynikające z egocentryzmu, tworzenia własnego świata trosk i marzeń.
Medytacja stała się modna, ale ma ona różne dodatki: relaksacyjna, wyciszająca… Wiąże się z tym wiele nieporozumień, przed którymi ostrzegali już dawni mistrzowie medytacji. Medytacja nie jest wartością samą w sobie, ale ma pomóc w odkryciu Boga. Prawdziwa medytacja prowadzi do wzrostu miłości. Miłości do Boga, który jako źródło naszego życia pomaga nam wyzwolić się z miłości własnej i otworzyć na innych.

## Teksty do rozważań
Pomocą w medytacji może być Pismo Święte oraz książki duchowe. "Zazwyczaj w rozważaniu pomagają księgi, które chrześcijanie mają do dyspozycji: Pismo święte, zwłaszcza Ewangelia, święte obrazy, teksty liturgiczne z dnia i danego okresu liturgicznego, pisma mistrzów duchowych, dzieła z zakresu duchowości, wielka księga stworzenia oraz księga historii, karta Bożego "dzisiaj"."

## Metoda
Nie ma jednej słusznej metody medytacji w Kościele katolickim. "Metody rozmyślania są tak zróżnicowane jak mistrzowie życia duchowego".
Warto jednak zwrócić uwagę na popularne szkoły medytacji:
- medytacja chrześcijańska – polegająca na powtarzaniu wybranej frazy (i próbie trwania w stanie bez myśli) przez cały czas medytacji.
- medytacja ignacjańska – ma dokładnie opisane poszczególne etapy. Za pomocą wyobrażenia sobie jakiejś sceny ma prowadzić do przyjęcia całym sobą jakiejś prawdy.

## Wskazówki
Wśród praktycznych wskazówek dotyczących rozważań wymienia się m.in.:
- Rozważanie powinno się prowadzić o ustalonym wcześniej czasie[5].
- Rozważanie powinno być pełne pokory.
- Rozważanie powinno trwać ustalony wcześniej czas, np. 15 min, 30 min.